# Kene Nwangwu
Kene Nwangwu (Frisco, 9 febbraio 1998) è un giocatore di football americano statunitense che milita nel ruolo di running back per i New York Jets della National Football League (NFL).

## Carriera

### Minnesota Vikings
Nwangwu al college giocò a football alla Iowa State University. Fu scelto nel corso del quarto giro (119º assoluto) nel Draft NFL 2021 dai Minnesota Vikings. Fu inserito in lista infortunati il 1º settembre 2021 e tornò nel roster attivo il 19 ottobre. Segnò il suo primo touchdown nella NFL su ritorno di kick-off da 98 yard contro i Baltimore Ravens il 7 novembre 2021. A fine stagione inserito nella formazione ideale dei rookie dalla Pro Football Writers Association dopo avere guadagnato 579 yard e 2 marcature su ritorno.
Nel 2022 Nwangwu fu inserito come kick returner nel Second-team All-Pro.

### New Orleans Saints
Nwangwu firmó con i New Orleans Saints il 28 agosto 2024 ma fu svincolato il giorno successivo dopo avere fallito un test fisico.

### New York Jets
Nwangwu firmó con la squadra di allenamento dei New York Jets il 9 settembre 2024. Debuttó con la nuova maglia il 1º dicembre ritornando un kickoff per 99 yard in touchdown nella sconfitta per 26-21 contro i Seattle Seahawks. In quella partita forzó anche un fumble, venendo premiato come miglior giocatore degli special team della AFC della settimana. Il giorno successivo fu promosso nel roster attivo.

## Palmarès
- Second-team All-Pro: 1

2022
- Giocatore degli special team della NFC della settimana: 1

12ª del 2022
- Giocatore degli special team della AFC della settimana: 1

13ª de 2024
- PFWA All-Rookie Team - 2021